# Campeonato Paulista de Futebol de 1968 - Primeira Divisão
O Campeonato Paulista de Futebol de 1968 - Primeira Divisão foi a 22.ª edição do torneio promovida pela Federação Paulista de Futebol, e equivaleu ao segundo nível do futebol no estado de São Paulo. O Paulista de Jundiaí conquistou o título[carece de fontes?] de forma invicta, e foi promovido ao Campeonato Paulista de Futebol de 1969.

## Participantes
Classificação final da série A
| Grupo A |                         |    |    |   |   |   |    |    |     |
| Pos.    | Time                    | PG | J  | V | E | D | GP | GC | SG  |
| 1       | Ferroviário (Araçatuba) | 21 | 16 |   |   |   | 17 | 10 | 7   |
| 2       | Francana                | 20 | 16 |   |   |   | 21 | 11 | 10  |
| 3       | Barretos                | 17 | 16 |   |   |   | 19 | 17 | 2   |
| 4       | Corinthians-PP          | 16 | 16 |   |   |   | 18 | 23 | -5  |
| 5       | Linense                 | 15 | 16 |   |   |   | 19 | 16 | 3   |
| 6       | São Carlos Clube        | 14 | 16 | 5 | 4 | 7 | 25 | 25 | 0   |
| 7       | Noroeste                | 13 | 16 |   |   |   | 17 | 24 | -7  |
|         | Rio Preto               | 13 | 16 |   |   |   | 18 | 18 | 0   |
| 9       | Andradina               | 12 | 16 |   |   |   | 15 | 26 | -11 |

Classificação final da série B
| Grupo A |                  |    |    |   |   |   |    |    |    |
| Pos.    | Time             | PG | J  | V | E | D | GP | GC | SG |
| 1       | Paulista         | 21 | 14 |   |   |   |    |    |    |
| 2       | Ponte Preta      | 20 | 14 |   |   |   |    |    |    |
| 3       | Bragantino       | 19 | 14 |   |   |   |    |    |    |
| 4       | União Barbarense | 17 | 14 |   |   |   |    |    |    |
| 5       | Nacional         | 16 | 14 |   |   |   |    |    |    |
| 6       | Saad             | 10 | 14 |   |   |   |    |    |    |
| 7       | Taubaté          | 7  | 14 |   |   |   |    |    |    |
| 8       | Esportiva        | 4  | 14 |   |   |   |    |    |    |

## Forma de disputa
Na primeira fase as 17 equipes foram divididas em 2 séries, com as seguintes denominações
- Série A - disputado por pontos corridos em turno e returno
- Série B - disputado por pontos corridos em turno e returno
  - Os três melhores colocados de cada grupo avançaram para a fase final, formando novo grupo de 6 times
  - O campeão saiu na disputa por pontos corridos em turno único

## Fase final[2]

### Primeira rodada
| 18 de novembro de 1968 | Ponte Preta | 1 – 1 | Bragantino | Parque São Jorge, São Paulo                                     |
|                        | Nicanor     |       | Nilson     | Público: 4 108 Renda: NCr$ 12.674,00 Árbitro: Albino Zanferrari |

| 18 de novembro de 1968 | Ferroviário | 1 – 0 | Barretos | Parque Antártica, São Paulo                            |
|                        | Roque 17'   |       |          | Renda: NCr$ 11.789,00 Árbitro: Emidio Marques Mesquita |

| 18 de novembro de 1968 | Paulista                 | 2 – 0 | Francana | Parque Antártica, São Paulo                      |
|                        | Cardoso 22' · Ademir 82' |       |          | Renda: NCr$ 11.789,00 Árbitro: José Favilli Neto |

### Segunda rodada
| 22 de novembro de 1968 | Francana    | 1 – 0 | Bragantino | Parque São Jorge, São Paulo                     |
|                        | Roberto 23' |       |            | Renda: NCr$ 11.903,00 Árbitro: José de Oliveira |

| 22 de novembro de 1968 | Ponte Preta | 1 – 0 | Barretos | Parque São Jorge, São Paulo                     |
|                        | Varner      |       |          | Renda: NCr$ 11.903,00 Árbitro: José Favile Neto |

| 22 de novembro de 1968 | Paulista    | 1 – 1 | Ferroviário   | Parque Antártica, São Paulo                                 |
|                        | Zé Luis 73' |       | Vanderlei 80' | Público: 2 101 Renda: NCr$ 7.633,00 Árbitro: Oscar Scolfaro |

### Terceira rodada
| 26 de novembro de 1968 | Ponte Preta | 1 – 1 | Paulista    | Parque Antártica, São Paulo                                     |
|                        | Nicanor 81' |       | Cardoso 43' | Público: 6 337 Renda: NCr$ 22.021,00 Árbitro: Roberto Goicochea |

| 26 de novembro de 1968 | Bragantino         | 3 – 2 | Barretos     | Parque São Jorge, São Paulo |
|                        | Nelson (2), Milton |       | Brida, Bravo | Árbitro: Oscar Scolfaro     |

| 26 de novembro de 1968 | Francana | 1 – 0 | Ferroviário | Parque São Jorge, São Paulo                     |
|                        | Raul 81' |       |             | Renda: NCr$ 4.676,00 Árbitro: Albino Zanferrari |

### Quarta rodada
| 30 de novembro de 1968 | Barretos               | 2 – 1 | Francana  | Parque Antártica, São Paulo |
|                        | Brida 7' · Ulisses 79' |       | Hélio 72' | Árbitro: José Favilli Neto  |

| 30 de novembro de 1968 | Paulista                                      | 3 – 2 | Bragantino                   | Parque Antártica, São Paulo                                     |
|                        | Mazzolinha 39' · Mazzolinha 53' · Zé Luis 66' |       | Hélio Burini 10' · Djair 90' | Público: 6 371 Renda: NCr$ 22.998,00 Árbitro: Albino Zanferrari |

| 1 de dezembro de 1968 | Ponte Preta | 0 – 0 | Ferroviário | Parque Antártica, São Paulo                     |
|                       |             |       |             | Renda: NCr$ 13.119,00 Árbitro: José de Oliveira |

### Quinta rodada
| 6 de dezembro de 1968 | Bragantino | 1 – 1 | Ferroviário | Parque São Jorge, São Paulo |
|                       |            |       |             |                             |

| 6 de dezembro de 1968 | Francana | 1 – 0 | Ponte Preta | Parque São Jorge, São Paulo |
|                       | Bimbo    |       |             | Árbitro: Oscar Scolfaro     |

| 6 de dezembro de 1968 | Paulista                                        | 3 – 0 | Barretos | Parque São Jorge, São Paulo                                     |
|                       | Zé Luis 36' · Mazzolinha (penal) 88' · Nilo 90' |       |          | Público: 13 140 Renda: NCr$ 46.105,00 Árbitro: José de Oliveira |

Paulista: Sidnei, Miranda, Jurandir, Valdir e Cido; Foguinho e Ademir; Jairzinho, Cardoso (Nilo 41 do 2º), Mazzolinha (Amadeu 44 do 2º) e Zé Luis. Técnico: Alfredinho

## Classificação da fase final
| 1 | Paulista    | 8 |
| 2 | Francana    | 6 |
| 3 | Ferroviário | 5 |
| 3 | Ponte Preta | 5 |
| 4 | Bragantino  | 4 |
| 5 | Barretos    | 2 |

## Premiação
| Campeonato Paulista de 1968 - Primeira Divisão |
| ---------------------------------------------- |
| Paulista Campeão (1.º título)                  |